# Zynga Poker
Zynga Poker is een applicatie ontwikkeld door Zynga. Het werd populair op de sociale netwerksite Facebook en ondertussen ook ondersteund wordt op platformen als Android, iOS, Windows Phone, Windows. Vroeger werd het ook ter beschikking gesteld op andere sociale netwerksites als MySpace, Tagged en Google+.

## Geschiedenis
De applicatie werd gelanceerd in juli 2007. Volgens een artikel op ESPN in maart 2011 was Zynga Poker met zijn 38 miljoen spelers de grootste pokersite te wereld.
Het spel laat spelers de meest populaire variant van poker spelen: Texas Hold 'em. Gebruikers kiezen een virtuele pokertafel in de pokerlobby. Er valt te kiezen uit cashtafels, toernooien of vip-tafels. Gebruikers kunnen elkaar virtuele giften schenken die ze betalen met virtuele chips of goudmunten. Die virtuele chips en goudmunten kunnen via Zynga aangekocht voor echt geld. Echter is het onmogelijk deze later terug om te zetten naar echt geld. Er wordt een onderlinge ranking bijgehouden met bevriende spelers (buddy's).